# 짚가공
짚가공은 대한민국 충청남도 청양군 대치면에 전해온다. 1998년 4월 30일 청양군의 향토유적 제9호로 지정되었다.

## 개요
가을추수가 끝난 농한기 때 볏짚을 이용하여 멍석, 삼태기, 짚신 등을 만들어 두었다가 농사철에 사용함. 고(故) 유은현선생은 특별히 우수한 제작기능을 보유하였으나, 2008년에 별세하였다.